# Antroselates spiralis
Antroselates spiralis är en snäckart som beskrevs av Leslie Raymond Hubricht 1963. Antroselates spiralis ingår i släktet Antroselates och familjen tusensnäckor. Inga underarter finns listade i Catalogue of Life.